# Lijst van Britse ministers van Transport
De minister van Transport (Engels: Secretary of State for Transport) leidt het Britse ministerie van Transport.

## Ministers van Transport van het Verenigd Koninkrijk (1924–heden)
| Minister van Transport en Luchtvaart Secretary of State for Transport and Civil Aviation | Minister van Transport en Luchtvaart Secretary of State for Transport and Civil Aviation | Minister van Transport en Luchtvaart Secretary of State for Transport and Civil Aviation | Ambtstermijn               | Ambtstermijn                 | Partij                 | Premier                             | Kabinet                              | Overige functie(s)                  |
| ---------------------------------------------------------------------------------------- | ---------------------------------------------------------------------------------------- | ---------------------------------------------------------------------------------------- | -------------------------- | ---------------------------- | ---------------------- | ----------------------------------- | ------------------------------------ | ----------------------------------- |
|                                                                                          | Eric Geddes                                                                              | Sir Eric Geddes (1875–1937)                                                              | 19 mei 1919                | 7 november 1921              | Conservative Party     | David Lloyd George (1916–1922)      | Lloyd George II                      |                                     |
|                                                                                          | Willem Peel                                                                              | Graaf Peel Willem Peel (1867–1937)                                                       | 7 november 1921            | 12 april 1912                | Conservative Party     | David Lloyd George (1916–1922)      | Lloyd George II                      |                                     |
|                                                                                          | David Lindsay                                                                            | Graaf van Crawford David Lindsay (1871–1940)                                             | 12 april 1912              | 23 oktober 1922              | Conservative Party     | David Lloyd George (1916–1922)      | Lloyd George II                      |                                     |
|                                                                                          | John Baird                                                                               | Sir John Baird (1874–1941)                                                               | 23 oktober 1922            | 22 januari 1924              | Conservative Party     | Bonar Law (1922–1923)               | Law                                  | Minister van Openbare Werken        |
| Stanley Baldwin (1923–1924)                                                              | John Baird                                                                               | Sir John Baird (1874–1941)                                                               | 23 oktober 1922            | 22 januari 1924              | Conservative Party     | Baldwin I                           |                                      | Minister van Openbare Werken        |
|                                                                                          |                                                                                          | Harry Gosling (1861–1930)                                                                | 22 januari 1924            | 3 november 1924              | Labour Party           | Ramsay MacDonald (1924)             | MacDonald I                          | Thesaurier-generaal                 |
|                                                                                          | Eustace Percy                                                                            | Wilfrid Ashley (1867–1939)                                                               | 4 november 1924            | 5 juni 1929                  | Conservative Party     | Stanley Baldwin (1924–1929)         | Baldwin II                           |                                     |
|                                                                                          | Herbert Morrison                                                                         | Herbert Morrison (1888–1965)                                                             | 5 juni 1929                | 26 augustus 1931             | Labour Party           | Ramsay MacDonald (1929–1935)        | MacDonald II                         |                                     |
|                                                                                          |                                                                                          | John Pybus (1880–1935)                                                                   | 26 augustus 1931           | 22 februari 1933             | National Liberal Party | Ramsay MacDonald (1929–1935)        | MacDonald III (Nationaal Kabinet I)  |                                     |
| MacDonald IV (Nationaal Kabinet II)                                                      |                                                                                          | John Pybus (1880–1935)                                                                   | 26 augustus 1931           | 22 februari 1933             | National Liberal Party | Ramsay MacDonald (1929–1935)        |                                      |                                     |
|                                                                                          | Oliver Stanley                                                                           | Oliver Stanley (1896–1950)                                                               | 22 februari 1933           | 30 juni 1934                 | Conservative Party     | Ramsay MacDonald (1929–1935)        |                                      |                                     |
|                                                                                          | Leslie Hore-Belisha                                                                      | Leslie Hore-Belisha (1893–1957)                                                          | 30 juni 1934               | 28 mei 1937                  | National Liberal Party | Ramsay MacDonald (1929–1935)        |                                      |                                     |
| Stanley Baldwin (1935–1937)                                                              | Leslie Hore-Belisha                                                                      | Leslie Hore-Belisha (1893–1957)                                                          | 30 juni 1934               | 28 mei 1937                  | National Liberal Party | Baldwin III (Nationaal Kabinet III) |                                      |                                     |
|                                                                                          | Leslie Burgin                                                                            | Leslie Burgin (1887–1945)                                                                | 28 mei 1937                | 21 april 1939                | National Liberal Party | Neville Chamberlain (1937–1940)     | Chamberlain I (Nationaal Kabinet IV) |                                     |
|                                                                                          | Euan Wallace                                                                             | Euan Wallace (1892–1941)                                                                 | 21 april 1939              | 10 mei 1940                  | Conservative Party     | Neville Chamberlain (1937–1940)     | Chamberlain I (Nationaal Kabinet IV) |                                     |
| Chamberlain II                                                                           | Euan Wallace                                                                             | Euan Wallace (1892–1941)                                                                 | 21 april 1939              | 10 mei 1940                  | Conservative Party     | Neville Chamberlain (1937–1940)     |                                      |                                     |
|                                                                                          | John Reith                                                                               | Sir John Reith (1889–1971)                                                               | 10 mei 1940                | 3 oktober 1940               | Conservative Party     | Winston Churchill (1940–1945)       | Churchill I                          |                                     |
|                                                                                          | John Moore-Brabazon                                                                      | John Moore- Brabazon (1884–1964)                                                         | 3 oktober 1940             | 1 mei 1941                   | Conservative Party     | Winston Churchill (1940–1945)       | Churchill I                          |                                     |
|                                                                                          |                                                                                          | Baron Leathers Frederick Leathers (1883–1965)                                            | 1 mei 1941                 | 26 juli 1945                 | Conservative Party     | Winston Churchill (1940–1945)       | Churchill I                          |                                     |
| Churchill II                                                                             |                                                                                          | Baron Leathers Frederick Leathers (1883–1965)                                            | 1 mei 1941                 | 26 juli 1945                 | Conservative Party     | Winston Churchill (1940–1945)       |                                      |                                     |
|                                                                                          | Alfred Barnes                                                                            | Alfred Barnes (1887–1974)                                                                | 26 juli 1945               | 26 oktober 1951              | Labour Party           | Clement Attlee (1945–1951)          | Attlee I                             |                                     |
| Attlee II                                                                                | Alfred Barnes                                                                            | Alfred Barnes (1887–1974)                                                                | 26 juli 1945               | 26 oktober 1951              | Labour Party           | Clement Attlee (1945–1951)          |                                      |                                     |
|                                                                                          |                                                                                          | John Maclay (1905–1992)                                                                  | 26 oktober 1951            | 7 mei 1952                   | Conservative Party     | Winston Churchill (1951–1955)       | Churchill III                        |                                     |
|                                                                                          | Alan Lennox-Boyd                                                                         | Alan Lennox-Boyd (1904–1983)                                                             | 7 mei 1952                 | 28 juli 1954                 | Conservative Party     | Winston Churchill (1951–1955)       | Churchill III                        |                                     |
|                                                                                          |                                                                                          | John Boyd- Carpenter (1908–1998)                                                         | 28 juli 1954               | 20 december 1955             | Conservative Party     | Winston Churchill (1951–1955)       | Churchill III                        |                                     |
| Anthony Eden (1955–1957)                                                                 | Eden                                                                                     | John Boyd- Carpenter (1908–1998)                                                         | 28 juli 1954               | 20 december 1955             | Conservative Party     |                                     |                                      |                                     |
| Anthony Eden (1955–1957)                                                                 | Eden                                                                                     |                                                                                          |                            | Harold Watkinson (1910–1995) | 20 december 1955       | 14 oktober 1959                     | Conservative Party                   |                                     |
| Harold Macmillan (1957–1963)                                                             | Macmillan I                                                                              |                                                                                          |                            | Harold Watkinson (1910–1995) | 20 december 1955       | 14 oktober 1959                     | Conservative Party                   |                                     |
| Harold Macmillan (1957–1963)                                                             |                                                                                          |                                                                                          | Ernest Marples (1907–1978) | 14 oktober 1959              | 16 oktober 1964        | Conservative Party                  | Macmillan II                         |                                     |
| Alec Douglas-Home (1963–1964)                                                            | Douglas-Home                                                                             |                                                                                          | Ernest Marples (1907–1978) | 14 oktober 1959              | 16 oktober 1964        | Conservative Party                  |                                      |                                     |
| Minister van Transport Secretary of State for Transport                                  | Minister van Transport Secretary of State for Transport                                  | Minister van Transport Secretary of State for Transport                                  | Ambtstermijn               | Ambtstermijn                 | Partij                 | Premier                             | Kabinet                              | Overige functie(s)                  |
|                                                                                          |                                                                                          | Tom Fraser (1911–1988)                                                                   | 16 oktober 1964            | 23 december 1965             | Labour Party           | Harold Wilson (1964–1970)           | Wilson I                             |                                     |
|                                                                                          | Barbara Castle                                                                           | Barbara Castle (1910–2002)                                                               | 23 december 1965           | 6 april 1968                 | Labour Party           | Harold Wilson (1964–1970)           | Wilson I                             |                                     |
| Wilson III                                                                               | Barbara Castle                                                                           | Barbara Castle (1910–2002)                                                               | 23 december 1965           | 6 april 1968                 | Labour Party           | Harold Wilson (1964–1970)           |                                      |                                     |
|                                                                                          |                                                                                          | Richard Marsh (1928–2011)                                                                | 6 april 1968               | 6 oktober 1969               | Labour Party           | Harold Wilson (1964–1970)           |                                      |                                     |
|                                                                                          | Fred Mulley                                                                              | Fred Mulley (1918–1995)                                                                  | 6 oktober 1969             | 19 juni 1970                 | Labour Party           | Harold Wilson (1964–1970)           |                                      |                                     |
|                                                                                          |                                                                                          | John Peyton (1919–2006)                                                                  | 19 juni 1970               | 15 oktober 1970              | Conservative Party     | Edward Heath (1970–1974)            | Heath                                |                                     |
|                                                                                          |                                                                                          | Peter Walker (1932–2010)                                                                 | 15 oktober 1970            | 5 november 1972              | Conservative Party     | Edward Heath (1970–1974)            | Heath                                |                                     |
|                                                                                          | Geoffrey Rippon                                                                          | Geoffrey Rippon (1924–1997)                                                              | 5 november 1972            | 4 maart 1974                 | Conservative Party     | Edward Heath (1970–1974)            | Heath                                |                                     |
|                                                                                          | Tony Crosland                                                                            | Tony Crosland (1918–1977)                                                                | 4 maart 1974               | 5 april 1976                 | Labour Party           | Harold Wilson (1974–1976)           | Wilson III                           |                                     |
|                                                                                          | Bill Rodgers                                                                             | Bill Rodgers (1928)                                                                      | 5 april 1976               | 4 mei 1979                   | Labour Party           | James Callaghan (1976–1979)         | Callaghan                            |                                     |
|                                                                                          | Norman Fowler                                                                            | Norman Fowler (1938)                                                                     | 4 mei 1979                 | 14 september 1981            | Conservative Party     | Margaret Thatcher (1979–1990)       | Thatcher I                           |                                     |
|                                                                                          | David Howell                                                                             | David Howell (1936)                                                                      | 14 september 1981          | 11 juni 1983                 | Conservative Party     | Margaret Thatcher (1979–1990)       | Thatcher I                           |                                     |
|                                                                                          | Tom King                                                                                 | Tom King (1933)                                                                          | 11 juni 1983               | 16 oktober 1983              | Conservative Party     | Margaret Thatcher (1979–1990)       | Thatcher II                          |                                     |
|                                                                                          |                                                                                          | Sir Nicholas Ridley (1929–1993)                                                          | 16 oktober 1983            | 21 mei 1986                  | Conservative Party     | Margaret Thatcher (1979–1990)       | Thatcher II                          |                                     |
|                                                                                          | John Moore                                                                               | John Moore (1937–2019)                                                                   | 21 mei 1986                | 13 juni 1987                 | Conservative Party     | Margaret Thatcher (1979–1990)       | Thatcher II                          |                                     |
|                                                                                          |                                                                                          | Paul Channon (1935–2007)                                                                 | 13 juni 1987               | 24 juli 1989                 | Conservative Party     | Margaret Thatcher (1979–1990)       | Thatcher III                         |                                     |
|                                                                                          |                                                                                          | Cecil Parkinson (1931–2016)                                                              | 24 juli 1989               | 28 november 1990             | Conservative Party     | Margaret Thatcher (1979–1990)       | Thatcher III                         |                                     |
|                                                                                          | Malcolm Rifkind                                                                          | Malcolm Rifkind (1946)                                                                   | 28 november 1990           | 10 april 1992                | Conservative Party     | John Major (1990–1997)              | Major I                              |                                     |
|                                                                                          | John MacGregor                                                                           | John MacGregor (1937)                                                                    | 10 april 1992              | 20 juli 1994                 | Conservative Party     | John Major (1990–1997)              | Major II                             |                                     |
|                                                                                          |                                                                                          | Brian Mawhinney (1940–2019)                                                              | 20 juli 1994               | 5 juli 1995                  | Conservative Party     | John Major (1990–1997)              | Major II                             |                                     |
|                                                                                          | George Young                                                                             | Sir George Young (1941)                                                                  | 5 juli 1995                | 2 mei 1997                   | Conservative Party     | John Major (1990–1997)              | Major II                             |                                     |
|                                                                                          | John Prescott                                                                            | John Prescott (1938–2024)                                                                | 2 mei 1997                 | 8 juni 2001                  | Labour Party           | Tony Blair (1997–2007)              | Blair I                              | Vicepremier                         |
| Minister van Regionale Zaken                                                             | John Prescott                                                                            | John Prescott (1938–2024)                                                                | 2 mei 1997                 | 8 juni 2001                  | Labour Party           | Tony Blair (1997–2007)              | Blair I                              |                                     |
| Minister van Milieu                                                                      | John Prescott                                                                            | John Prescott (1938–2024)                                                                | 2 mei 1997                 | 8 juni 2001                  | Labour Party           | Tony Blair (1997–2007)              | Blair I                              |                                     |
|                                                                                          | Stephen Byers                                                                            | Stephen Byers (1953)                                                                     | 8 juni 2001                | 29 mei 2002                  | Labour Party           | Tony Blair (1997–2007)              | Blair II                             | Minister van Regionale Zaken        |
|                                                                                          | Alistair Darling                                                                         | Alistair Darling (1953–2023)                                                             | 29 mei 2002                | 6 mei 2006                   | Labour Party           | Tony Blair (1997–2007)              | Blair II                             | Minister voor Schotland (2003–2006) |
| Labour Party                                                                             | Alistair Darling                                                                         | Alistair Darling (1953–2023)                                                             | 29 mei 2002                | 6 mei 2006                   | Blair III              | Tony Blair (1997–2007)              |                                      | Minister voor Schotland (2003–2006) |
|                                                                                          | Douglas Alexander                                                                        | Douglas Alexander (1967)                                                                 | 6 mei 2006                 | 27 juni 2007                 | Blair III              | Tony Blair (1997–2007)              | Labour Party                         | Minister voor Schotland             |
|                                                                                          | Ruth Kelly                                                                               | Ruth Kelly (1968)                                                                        | 27 juni 2007               | 3 oktober 2008               | Labour Party           | Gordon Brown (2007–2010)            | Brown                                |                                     |
|                                                                                          | Geoff Hoon                                                                               | Geoff Hoon (1953)                                                                        | 3 oktober 2008             | 5 juni 2009                  | Labour Party           | Gordon Brown (2007–2010)            | Brown                                |                                     |
|                                                                                          | Andrew Adonis                                                                            | Baron Adonis Andrew Adonis (1963)                                                        | 5 juni 2009                | 11 mei 2010                  | Labour Party           | Gordon Brown (2007–2010)            | Brown                                |                                     |
|                                                                                          | Philip Hammond                                                                           | Philip Hammond (1955)                                                                    | 11 mei 2010                | 14 oktober 2011              | Conservative Party     | David Cameron (2010–2016)           | Cameron I                            |                                     |
|                                                                                          | Justine Greening                                                                         | Justine Greening (1969)                                                                  | 14 oktober 2011            | 4 september 2012             | Conservative Party     | David Cameron (2010–2016)           | Cameron I                            |                                     |
|                                                                                          | Patrick McLoughlin                                                                       | Patrick McLoughlin (1957)                                                                | 4 september 2012           | 13 juli 2016                 | Conservative Party     | David Cameron (2010–2016)           | Cameron I                            |                                     |
| Cameron II                                                                               | Patrick McLoughlin                                                                       | Patrick McLoughlin (1957)                                                                | 4 september 2012           | 13 juli 2016                 | Conservative Party     | David Cameron (2010–2016)           |                                      |                                     |
|                                                                                          | Chris Grayling                                                                           | Chris Grayling (1962)                                                                    | 13 juli 2016               | 24 juli 2019                 | Conservative Party     | Theresa May (2016–2019)             | May I                                |                                     |
| May II                                                                                   | Chris Grayling                                                                           | Chris Grayling (1962)                                                                    | 13 juli 2016               | 24 juli 2019                 | Conservative Party     | Theresa May (2016–2019)             |                                      |                                     |
|                                                                                          | Grant Shapps                                                                             | Grant Shapps (1968)                                                                      | 24 juli 2019               | 6 september 2022             | Conservative Party     | Boris Johnson (2019–2022)           | Johnson I                            |                                     |
| Johnson II                                                                               | Grant Shapps                                                                             | Grant Shapps (1968)                                                                      | 24 juli 2019               | 6 september 2022             | Conservative Party     | Boris Johnson (2019–2022)           |                                      |                                     |
|                                                                                          | Anne-Marie Trevelyan                                                                     | Anne-Marie Trevelyan (1969)                                                              | 6 september 2022           | 25 oktober 2022              | Conservative Party     | Liz Truss (2022)                    | Truss                                |                                     |
|                                                                                          | Mark Harper                                                                              | Mark Harper (1970)                                                                       | 25 oktober 2022            | 5 juli 2024                  | Conservative Party     | Rishi Sunak (2022–2024)             | Sunak                                |                                     |
|                                                                                          | Louise Haigh                                                                             | Louise Haigh (1987)                                                                      | 5 juli 2024                | heden                        | Labour Party           | Keir Starmer (2024–heden)           | Starmer                              |                                     |